# وشحه (یمن)
 وشحه  به عربی ( وَشَحة  ) دهستانی است در قلهٔ کوه (جبل حجور)، در ناحیهٔ (بلواء حجة)، از توابع استان ضالع در کشور یمن در شبه جزیره عربستان است. 

## جمعیت
جمعیت آن ( ۹۶۳۹ ) نفر (۲۳۰ خانوار) می‌باشد.

## منبع
- المقحفی، ابراهیم، احمد ، (مُعجَم المُدُن وَالقَبائِل الیَمَنِیَة) ، منشورات دار الحکمة، صنعاء، چاپ پنجم، وانتشار سال ۱۹۸۵ میلادی به (عربی).